# Решетникова, Екатерина Дмитриевна
Екатерина Дмитриевна Решетникова (род. 23 июля 1976 года, Ленинград, СССР) — российская актриса театра и кино.

## Биография
Екатерина Решетникова родилась 23 июля 1976 года в Сарове.
В 1997 году окончила Щукинское училище. В 1998 году была принята в стажёрскую группу Малого драматического театра.
Играет в таких спектаклях, как «Дом Бернарды Альбы», «Муму», «Русалочка», «Братья и сёстры». Ранее исполняла роли в спектаклях «Золушка» (Золушка), «Клаустрофобия», «Невесомая принцесса», «Портрет с дождём». Также актриса играет главную роль в спектакле «Мадам Бовари» в Балтийском доме в Санкт-Петербурге.

## Личная жизнь
Актриса была замужем 2 раза: в первый раз за актёром Сергеем Лесогоровым, а второй — за актёром Игорем Черневичем. Есть 2 сына — Иван (7.07.1996) от первого брака и Филипп (10.01.2001) от второго брака (в 2016 году супруги оформили развод).

## Творчество

### Роли в театре

#### Малый драматический театр (Санкт-Петербург)
- 2002 — «Московский хор» Людмила Петрушевская. Режиссёр: Игорь Коняев — Ольга.
- 2003 — «Невесомая принцесса» Джордж Макдональд. Режиссёр: Наталья Колотова — Невесомая принцесса, Земля, Королева.
- 2006 — «Дом Бернарды Альбы» Федерико Гарсиа Лорка. Режиссёр: Юрий Кордонский — Ангустиас, Магдалена[1]
- 2010 — «Русалочка» Ханс Кристиан Андерсен. Режиссёр: Руслан Кудашов — Принцесса.

#### Балтийский дом
- 2011 — «Москва — Петушки» — Венедикт Ерофеев. Режиссёр: Андрей Жолдак
- 2013 — «Мадам Бовари» — роль Эммы (главная). Режиссёр: Наталья Индейкина.

### Фильмография
| Год       |   | Название                                                      | Роль                                                          |
| --------- | - | ------------------------------------------------------------- | ------------------------------------------------------------- |
| 2001      | с | Убойная сила 2 (3 фильм «След бумеранга»)                     | жена Малахова                                                 |
| 2003      | с | Я все решу сама 2. Голос сердца                               | Татьяна Мальцева                                              |
| 2004—2005 | с | Мужчины не плачут                                             | Козицина                                                      |
| 2004      | с | Опера. Хроники убойного отдела (фильм 16 «Простой мотив»)     | жена Горцева                                                  |
| 2005      | ф | Нелегал                                                       | Варвара, «племянница» Нелегала                                |
| 2006      | ф | Мечта                                                         | эпизод                                                        |
| 2007—2008 | с | Эра Стрельца                                                  | Татьяна, эксперт, с 3-го сезона носит фамилию Захарченко      |
| 2007      | с | Закон мышеловки (2 серия)                                     | эпизод                                                        |
| 2008      | ф | Опасная комбинация                                            | Зоя                                                           |
| 2008      | с | Улицы разбитых фонарей. Менты-9 (11 серия «Лабиринт»)         | Марина Кириченко                                              |
| 2008—2009 | с | Дилер                                                         | Яна                                                           |
| 2009      | с | Брачный контракт (7 серия)                                    | Даша                                                          |
| 2009      | с | Жить сначала                                                  | Бирутте, политзаключённая                                     |
| 2009      | ф | Когда растаял снег                                            | Анна Ивановна Арсеньева, студентка филологического факультета |
| 2009      | ф | Московский хор                                                | Оля                                                           |
| 2009      | ф | Чевенгур                                                      | эпизод                                                        |
| 2010      | с | ППС (1 серия «Бытовуха», 2 серия «Стажёр»)                    | Людмила Минаева                                               |
| 2011      | ф | Дело чести                                                    | Ирина, жена Сухарёва                                          |
| 2011—2012 | с | Литейный (6 сезон, 1, 4, 8, 15 серии; 7 сезон, 11 серия)      | Антонина Копцева                                              |
| 2011      | с | Маяковский. Два дня                                           | Элли Джонс                                                    |
| 2011      | ф | Ментовские войны 6 (фильм 2 «Исполнитель желаний»)            | Лариса Михайловна Марусова                                    |
| 2011      | ф | Пётр Первый. Завещание                                        | эпизод                                                        |
| 2011      | с | Шаман (фильм 4 «Врачебная тайна»)                             | Инна Сабурова                                                 |
| 2011      | с | Я ему верю (12-я серия)                                       | Марина Лапина                                                 |
| 2012      | с | Груз (фильмы 2 и 4)                                           | Инна, жена Вершинина                                          |
| 2012      | ф | Судьба Марии                                                  | Мария Стрельцова                                              |
| 2013      | с | Морские дьяволы. Смерч. Судьбы (фильм 2 «Вне закона (Физик)») | Ольга Белова, жена Олега, бывшая невеста Сергея               |
| 2014      | с | Полоса отчуждения                                             | Валя Дунаева                                                  |
| 2014      | с | Так далеко, так близко                                        | Настя                                                         |
| 2014      | ф | Чудесный доктор                                               | Мерцалова                                                     |
| 2015      | с | Ленинград 46 (фильм 8 «Вера»)                                 | Галина Васильевна, учительница                                |
| 2015      | с | Осколки счастья                                               | Вика, жена Димы                                               |
| 2015      | с | Поделись счастьем своим                                       | Вера Игнатова                                                 |
| 2016—2017 | с | Подкидыши                                                     | Вера Васильевна Соколова, зав. детским отделением             |
| 2017      | с | Авария                                                        | Дуня Воронцова, бывшая жена Шумина, пианистка                 |
| 2017      | ф | Гостья из прошлого                                            | Вера, сестра Татьяны                                          |
| 2017      | с | Запасной игрок                                                | мама Сашки                                                    |
| 2017      | ф | Олюшка                                                        | Ирина, жена Михаила                                           |
| 2018      | с | Одна ложь на двоих                                            | Даша, сестра Вари                                             |
| 2019      | с | Алекс Лютый                                                   | Светлана, сотрудник архива Министерства обороны СССР          |
| 2022      | ф | Дополнительный урок                                           | мама Сергея                                                   |

### Съёмки в клипах
- 1996 — Браво — Этот город
- 1996 — Браво — Это за окном рассвет[3]